# ديزيريه نوسبوش
ديزيريه نوسبوش (من مواليد 14 يناير 1965) مقدمة وممثلة تلفزيونية، معروف باسم ديزيريه بيكر ، ولدت في إيش سور الزيت، لوكسمبورغ، من والد لوكسمبورغ وأم إيطالية. في الثمانينات، عاشت في مانهاتن في مدينة نيويورك، ومن التسعينيات إلى 2008 ، عاشت في لوس أنجلوس ، كاليفورنيا.

## الروابط الخارجية
- ديزيريه نوسبوش على موقع IMDb (الإنجليزية)
- ديزيريه نوسبوش على موقع مونزينجر (الألمانية)
- ديزيريه نوسبوش على موقع ألو سيني (الفرنسية)
- ديزيريه نوسبوش على موقع ميوزك برينز (الإنجليزية)
- ديزيريه نوسبوش على موقع أول موفي (الإنجليزية)
- ديزيريه نوسبوش على موقع قاعدة بيانات الأفلام السويدية (السويدية)
- ديزيريه نوسبوش على موقع ديسكوغز (الإنجليزية)
- ديزيريه نوسبوش على موقع قاعدة بيانات الفيلم (الإنجليزية)
- ديزيريه نوسبوش على موقع كينوبويسك (الروسية)

- Désirée Nosbusch fanpage
- ديزيريه نوسبوش في قاعدة بيانات الأفلام على الإنترنت